# 太良大浦テレビ中継局
太良大浦テレビ中継局（たらおおうらテレビちゅうけいきょく）は、佐賀県藤津郡太良町にあるテレビ中継局である。

## 概要
- 当テレビ中継局は、町南部の竹崎の北の山に置かれ、町南部の一部へ電波を発射している。ほとんどの世帯では、九千部山の親局を受信している。
- 偏波は垂直偏波である。

## 施設概要

### 地上デジタルテレビ放送
| リモコン 番号 | 放送局名           | チャンネル番号 | チャンネル番号 | 空中線 電力 | ERP   | 放送対象地域 | 放送区域 内世帯数 | 備考                                              |
| ------------- | ------------------ | -------------- | -------------- | ----------- | ----- | ------------ | ----------------- | ------------------------------------------------- |
| リモコン 番号 | 放送局名           | リパック前     | リパック後     | 空中線 電力 | ERP   | 放送対象地域 | 放送区域 内世帯数 | 備考                                              |
| 1             | NHK 佐賀総合テレビ | 52ch           | 52ch           | 50mW        | 195mW | 佐賀県       | 433世帯           | チャンネルの変更無し。                            |
| 2             | NHK 佐賀教育テレビ | 54ch           | 46ch           | 50mW        | 195mW | 全国放送     | 433世帯           | 黒数字chは、2011年10月3日に変更されたチャンネル。 |
| 3             | sts サガテレビ     | 60ch           | 27ch           | 50mW        | 195mW | 佐賀県       | 433世帯           | 黒数字chは、2011年10月3日に変更されたチャンネル。 |

- 2010年9月10日に予備免許交付、9月27日から試験放送開始、10月13日に本免許交付。
- NHK教育テレビは、デジタル新局として開局。
- なお、佐賀県内のデジタルテレビ中継局では唯一、物理チャンネルの変更（リパック）が実施された。

### 地上アナログテレビ放送
| 放送局名          | チャンネル | 空中線電力           | ERP                  | 放送対象地域 | 放送区域内世帯数 |
| NHK佐賀総合テレビ | 35ch       | 映像500mW /音声125mW | 映像1.95W /音声490mW | 佐賀県       | 約-世帯          |
| stsサガテレビ     | 37ch       | 映像500mW /音声125mW | 映像1.95W /音声490mW | 佐賀県       | 約-世帯          |

## 歴史
- 1980年（昭和55年）12月18日 - サガテレビ・NHK佐賀放送局（総合のみ）アナログ中継局が開局。
- 2010年（平成22年）9月10日 - デジタル中継局に予備免許が交付。
- 2010年（平成22年）9月27日 - デジタル中継局で試験放送が開始。
- 2010年（平成22年）10月13日 - デジタル中継局に本免許が交付。
- 2010年（平成22年）10月25日 - デジタル中継局が開局
- 2011年（平成23年）7月24日 - アナログ中継局が廃局。
- 2011年（平成23年）10月3日 - NHKEテレとstsのデジタル物理チャンネルが変更。

## 置局住所
- 藤津郡太良町大浦字宮ノ後甲487-2